# Couvron-et-Aumencourt
Couvron-et-Aumencourt je naselje in občina v severnem francoskem departmaju departmaju Aisne regije Pikardije. Leta 1999 je naselje imelo 1.015 prebivalcev.

## Geografija
Kraj se nahaja v pokrajini Laonnois 15 km severozahodno od Laona.

## Administracija
Občina, nastala 21. oktobra 1791 s priključitvijo Aumencourta h Couvronu je vključena v kanton Crécy-sur-Serre, slednji je del okrožja Laon.

## Zgodovina
Zračna baza Laon-Couvron je bila v uporabi ameriške vojske od konca druge svetovne vojne do leta 1967, ko so jo odstopili Francozom.

1. ↑  »Populations légales 2016«. Nacionalni inštitut za statistične in gospodarske raziskave. Pridobljeno 25. aprila 2019.